# Белогръб лешояд
Белогръбите лешояди (Gyps africanus), наричани също африкански белогръби лешояди, са вид едри птици от семейство Ястребови (Accipitridae).
Разпространени са в саваните на Субсахарска Африка, като популацията бързо намалява и през 2015 година видът е класифициран като критично застрашен. Достигат 80 – 100 сантиметра дължина, 200 – 225 сантиметра размах на крилете и 4,2 до 7,2 килограма маса. Хранят се с мърша.